# Canal de la Mona

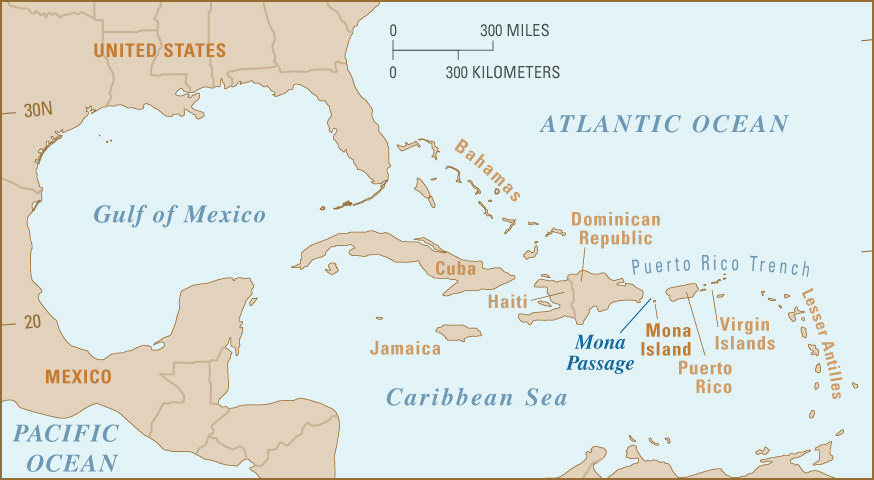
Situació del Canal de la Mona

El canal de la Mona o pas de la Mona és un canal de mar a les Antilles que separa la República Dominicana de Puerto Rico i connecta el mar Carib amb l'oceà Atlàntic, és una de les principals rutes marítimes per accedir al Canal de Panamà.
Té una longitud de 140 km entre les dues illes. Quasi al mixt del canal hi ha l'illa de Mona (55 km²), que pertany a Puerto Rico.
En el canal de la Mona cada any moren desenes d'immigrants degut als forts corrents i ones de més de 12 peus d'altura durant tot l'any.